# Lennox Lewis
Lennox Claudius Lewis, CBE, CM (* 2. September 1965 in London, England) ist ein ehemaliger britisch-kanadischer Boxer. Zwischen 1992 und 2004 erkämpfte er sechs Weltmeistertitel im Schwergewicht (3× WBC, WBA, 2× IBF) und wurde 2009 in die International Boxing Hall of Fame aufgenommen. Als Amateur wurde er 1988 Olympiasieger im Superschwergewicht.

## Familie
Lennox Lewis wurde 1965 als Sohn jamaikanischer Eltern im Londoner Stadtteil West Ham geboren und zog mit seiner alleinerziehenden Mutter 1977 in das kanadische Kitchener (Ontario).

## Amateurkarriere
Lewis begann im Alter von zwölf Jahren in der Waterloo Regional Boxing Academy mit dem Boxsport. Während seiner gesamten Amateurzeit wurde er von Arnie Boehm trainiert und betreut.
Lewis, der seine Amateurkarriere im Superschwergewicht bestritt, war zweimaliger kanadischer Juniorenmeister und gewann 1983 mit Siegen gegen die Starter aus den USA, Rumänien und Kuba die Junioren-Weltmeisterschaft in Santo Domingo. Bei den Erwachsenen wurde er von 1984 bis 1988 Kanadischer Meister, besiegte 1984 in einem Länderkampf gegen England den olympischen Medaillengewinner Robert Wells durch K. o. und startete bei den Olympischen Spielen 1984 in Los Angeles, wo er im Viertelfinale gegen den späteren Goldmedaillengewinner Tyrell Biggs ausschied.
Er gewann 1985 mit einem Finalsieg gegen Isaac Barrientos die Nordamerikameisterschaft in Beaumont (Texas) und nahm am Weltcup 1985 in Seoul teil, wo er im Finale gegen Wjatscheslaw Jakowlew unterlag und Silber gewann. Bei den Commonwealth Games 1986 in Edinburgh gewann er mit Siegen gegen James Oyebola und Aneurin Evans die Goldmedaille, unterlag jedoch bei der Weltmeisterschaft 1986 in Reno (Nevada) im Achtelfinale mit 2:3 gegen Petar Stoimenow.
Bei den Panamerikanischen Spielen 1987 in Indianapolis verlor er im Finale gegen Jorge Luis González, schlug diesen jedoch im Finale der Nordamerikameisterschaft 1987 in Toronto. Beim Weltcup 1987 in Belgrad verlor er im Viertelfinale mit 2:3 gegen Ulli Kaden.
Sein größter Erfolg war der Gewinn der Goldmedaille bei den Olympischen Spielen 1988 in Seoul, als er jeweils vorzeitig gegen Chris Odera, Ulli Kaden, Janusz Zarenkiewicz und Riddick Bowe gesiegt hatte. Es handelte sich um den ersten Olympiasieg eines kanadischen Boxers seit 1932, als Horace Gwynne Gold im Bantamgewicht erkämpfte.

## Profikarriere
Nach rund 100 Amateurkämpfen wurde Lewis aufgrund der besseren Voraussetzungen 1989 in Großbritannien Profiboxer, sein Promoter wurde Panos Eliades (Panix Promotions), mit dem er bis Februar 2001 zusammenarbeitete. Er gewann 13 Kämpfe in Folge, darunter gegen den ehemaligen WBA-Weltmeister Ossie Ocasio und wurde am 31. Oktober 1990 mit einem TKO-Sieg gegen Jean-Maurice Chanet Europameister der EBU, wobei er den Titel durch TKO gegen Gary Mason verteidigte und dadurch zusätzlich Britischer Meister wurde. Nach einem K.-o.-Sieg gegen den ehemaligen WBA-Weltmeister Mike Weaver verteidigte er beide Titel mit einem K.-o.-Sieg gegen den ehemaligen IBF-Weltmeister Glenn McCrory. Im November 1991 gelang ihm zudem ein Sieg durch TKO in Runde 3 gegen Tyrell Biggs, gegen den er bei den Olympischen Spielen 1984 verloren hatte. Mit einem Sieg gegen Derek Williams am 30. April 1992 wurde er zusätzlich Commonwealth-Champion und erhielt den prestigeträchtigen Lonsdale Belt.
Mit einem TKO-Sieg in der zweiten Runde gegen den von der WBC auf Platz 1 der Herausforderer gesetzten Donovan Ruddock qualifizierte er sich für einen WBC-Titelkampf gegen Tony Tucker, den er am 8. Mai 1993 in Las Vegas einstimmig nach Punkten besiegen konnte. Lewis wurde damit der erste in Großbritannien geborene Schwergewichtsweltmeister seit 1897 (Bob Fitzsimmons). Im Anschluss gewann Lewis Titelverteidigungen jeweils vorzeitig gegen Frank Bruno und Phil Jackson. In der dritten Verteidigung verlor er am 24. September 1994 durch TKO in Runde 2 gegen den bei Don King unter Vertrag stehenden Pflichtherausforderer Oliver McCall. Nach dieser Niederlage trennte sich Lewis von seinem bisherigen Trainer Pepe Correa und wechselte zu Emanuel Steward, der zuvor McCall trainiert hatte.
Lewis bezwang in seinem nächsten Kampf im Mai 1995 den von der WBC auf Rang 3 der Herausforderer geführten Lionel Butler und im Oktober desselben Jahres auch den ehemaligen WBO-Weltmeister Tommy Morrison, sowie im Mai 1996 auch Ray Mercer, der bei den Olympischen Spielen 1988 die Goldmedaille im Schwergewicht gewonnen hatte.
Am 7. Februar 1997 konnte er in einem Rückkampf gegen Oliver McCall um den vakanten WBC-Weltmeistertitel antreten, den Mike Tyson im September 1996 niedergelegt hatte. Diesmal gewann Lewis den Kampf in Las Vegas durch TKO in Runde 5. McCall sorgte dabei für einen der skurrilsten Momente in einem Schwergewichtskampf, als er während den Rundenpausen nicht in seine Ecke ging, später in Tränen ausbrach und im Kampfverlauf lethargisch wirkte, was sich auch in der Trefferstatistik von 104 (Lewis) zu 26 widerspiegelte. Rund zwei Monate später wurde er in eine psychiatrische Klinik eingewiesen, nachdem er sich bereits 1996 in einer Entzugsklinik befunden hatte. Am 12. Juli 1997 gewann Lewis durch Disqualifikation in Runde 5 gegen Henry Akinwande, der nach Punkten im Rückstand aufgrund exzessiven Haltens aus dem Kampf genommen wurde. Akinwande hatte für den Kampf seinen WBO-Titel niedergelegt und wurde als WBC-Pflichtherausforderer geführt. Seinen nächsten Kampf gewann er am 4. Oktober 1997 durch K. o. in der ersten Runde gegen Andrzej Gołota, der bislang nur zweimal durch Disqualifikation gegen Riddick Bowe verloren hatte. 1998 folgten ein TKO-Sieg gegen Shannon Briggs, der zuvor George Foreman geschlagen hatte, sowie ein Punktsieg gegen den ungeschlagenen WBC-Pflichtherausforderer Željko Mavrović.
Am 13. März 1999 boxte er im Madison Square Garden von New York City ein strittiges Unentschieden gegen den IBF- und WBA-Weltmeister Evander Holyfield, der in den Kämpfen davor unter anderem zweimal Mike Tyson besiegt hatte. Lewis gewann jedoch den direkten Rückkampf gegen Holyfield am 13. November 1999 in Las Vegas durch einstimmige Entscheidung und war daraufhin Weltmeister von drei der vier bedeutendsten Weltverbände im Profiboxsport. Im April 2000 wurde Lewis jedoch der WBA-Titel durch ein US-Bundesgericht entzogen, da er als Nächstes nicht gegen den WBA-Pflichtherausforderer John Ruiz, sondern den auf Platz 5 eingestuften Michael Grant boxen wollte. Den Kampf gegen den ungeschlagenen Grant, der Siege gegen Andrzej Gołota, Lou Savarese, David Izon und Al Cole vorzuweisen hatte, gewann er am 29. April 2000 durch K. o. in der zweiten Runde.
Bis Ende des Jahres 2000 gewann er zwei weitere Titelverteidigungen gegen Francois Botha und den Pflichtherausforderer David Tua, ehe er am 22. April 2001 durch K. o. in der fünften Runde gegen Hasim Rahman verlor, wobei der Niederschlag vom Ring Magazine zur Überraschung des Jahres gewählt wurde. Die Niederlage wurde von Boxkommentatoren und seinem Promoter auf eine unzureichende Trainingsvorbereitung durch Lewis zurückgeführt, der sich bis 10. April in Las Vegas aufgehalten hatte, wo er an Dreharbeiten für einen Cameo-Auftritt im Film Ocean’s Eleven mitwirkte, während Rahman bereits seit 27. März im auf 1.670 Höhenmetern gelegenen Austragungsort Brakpan trainierte. Da Rahman im Anschluss zahlreiche hochdotierte Kampfangebote unterbreitet wurden, musste Lewis seine vertragliche Rückkampfklausel gerichtlich durchsetzen, wobei das Bezirksgericht entschied, dass Rahman den Rückkampf gegen Lewis bestreiten müsse, oder für 18 Monate überhaupt nicht mehr boxen dürfe. Im daraufhin erfolgenden zweiten Aufeinandertreffen am 17. November 2001 gewann Lewis mit einem zum Ring Magazine Knockout des Jahres gewählten Niederschlag in der vierten Runde und war dadurch wieder Weltmeister der IBF und WBC.
Am 8. Juni 2002 siegte er durch K. o. in Runde 8 gegen Mike Tyson, der seit seiner Disqualifikation gegen Evander Holyfield wieder in sechs Kämpfen ungeschlagen geblieben war. Auch diesmal wurde der Kampfausgang zum Ring Magazine Knockout des Jahres gewählt. Da Lewis im Anschluss einen Kampf gegen den IBF-Pflichtherausforderer Chris Byrd aufgrund fehlenden öffentlichen Interesses ablehnte, wurde ihm der IBF-WM-Titel entzogen. Seinen nächsten und zugleich letzten Kampf bestritt er dann am 21. Juni 2003 in Los Angeles gegen den WBC-Pflichtherausforderer Vitali Klitschko und siegte umstritten durch TKO in der sechsten Runde. Klitschko hatte in der dritten Runde durch Schlagwirkung eine schwere Cutverletzung über dem linken Auge erlitten, welche sich in den folgenden Runden vergrößert und nach Anraten des Ringarztes zum Abbruch durch den Ringrichter geführt hatte.
Im Februar 2004 erklärte Lewis im Alter von 38 Jahren sein Karriereende, womit erstmals seit Rocky Marciano ein amtierender Schwergewichtsweltmeister zurücktrat.

## Auszeichnungen
- 2009: International Boxing Hall of Fame[48]
- 2008: Canada Sports Hall of Fame[49]
- 2002: Commander des Order of the British Empire (CBE)[50]
- 1999: Großbritanniens Sportler des Jahres[51]
- 1998: Member des Order of the British Empire (MBE)[52]
- 1988: Member des Order of Canada (CM)[53]

## Nach der Karriere
Lennox Lewis heiratete 2005 seine zwölf Jahre jüngere Freundin Violet Chang, mit der er zwei Kinder hat, einen Sohn (* 2004) und eine Tochter (* 19. Mai 2006). Außerdem arbeitet er gelegentlich als Kommentator bei den Boxübertragungen des Senders HBO. 2006 spielte er die Rolle des „Ras“ im irisch/britischen Spielfilm Johnny Was. Im Februar 2007 streute Bob Arum Gerüchte, dass er ein Comeback gegen Vitali Klitschko plane, denen er aber eine kategorische Absage erteilte. 2008 war Lewis Kandidat in Donald Trumps Fernseh-Reality-Show The Apprentice, wobei er unter den 14 Kandidaten den vierten Platz belegte.

## Liste der Profikämpfe
| 41 Siege (32 K.-o.-Siege), 2 Niederlagen, 1 Unentschieden |               |                                                                             | |                                                   |
| Jahr                                                      | Tag           | Ort                                                                         | Gegner | Ergebnis für Lewis                                |
| 1989                                                      | 27. Juni      | Royal Albert Hall, London, Vereinigtes Königreich                           | Al Malcolm Profidebüt | Sieg / KO 2. Runde                                |
| 1989                                                      | 21. Juli      | Convention Center, Atlantic City, New Jersey, Vereinigte Staaten            | Bruce Johnson | Sieg / TKO 2. Runde                               |
| 1989                                                      | 25. September | Crystal Palace National Sports Centre, London, Vereinigtes Königreich       | Andrew Gerrard | Sieg / TKO 4. Runde                               |
| 1989                                                      | 10. Oktober   | City Hall, Kingston upon Hull, Vereinigtes Königreich                       | Steve Garber | Sieg / KO 1. Runde                                |
| 1989                                                      | 5. November   | Royal Albert Hall, London, Vereinigtes Königreich                           | Melvin Epps | Sieg / Disqualifikation 2. Runde                  |
| 1989                                                      | 18. Dezember  | Memorial Auditorium, Kitchener, Ontario, Kanada                             | Greg Gorrell | Sieg / TKO 5. Runde                               |
| 1990                                                      | 31. Januar    | York Hall, London, Vereinigtes Königreich                                   | Noel Quarless | Sieg / TKO 2. Runde                               |
| 1990                                                      | 22. März      | Leisure Centre, Gateshead, Vereinigtes Königreich                           | Calvin Jones | Sieg / KO 1. Runde                                |
| 1990                                                      | 14. April     | Royal Albert Hall, London, Vereinigtes Königreich                           | Michael Simuwelu | Sieg / TKO 1. Runde                               |
| 1990                                                      | 9. Mai        | Royal Albert Hall, London, Vereinigtes Königreich                           | Jorgé Dascola | Sieg / KO 1. Runde                                |
| 1990                                                      | 20. Mai       | City Hall, Sheffield, Vereinigtes Königreich                                | Dan Murphy | Sieg / TKO 6. Runde                               |
| 1990                                                      | 27. Juni      | Royal Albert Hall, London, Vereinigtes Königreich                           | Ossie Ocasio | Punktsieg / 8 Runden                              |
| 1990                                                      | 11. Juli      | Superstars Nite Club, Kitchener, Ontario, Kanada                            | Mike Acey | Sieg / KO 2. Runde                                |
| 1990                                                      | 31. Oktober   | Crystal Palace National Sports Centre, London, Vereinigtes Königreich       | Jean-Maurice Chanet EBU-Schwergewicht-Europameisterschaft                                                                          | Sieg / TKO 6. Runde                               |
| 1991                                                      | 6. März       | Wembley Arena, London, Vereinigtes Königreich                               | Gary Mason EBU-Schwergewicht-Titelverteidigung BBBofC-Schwergewicht-Meisterschaft                                                  | Sieg / TKO 7. Runde                               |
| 1991                                                      | 12. Juli      | Caesars Tahoe, Stateline, Vereinigte Staaten                                | Mike Weaver | Sieg / KO 6. Runde                                |
| 1991                                                      | 30. September | Royal Albert Hall, London, Vereinigtes Königreich                           | Glenn McCrory EBU-Schwergewicht-Titelverteidigung BBBofC-Schwergewicht-Titelverteidigung                                           | Sieg / KO 2. Runde                                |
| 1991                                                      | 23. November  | The Omni, Atlanta, Vereinigte Staaten                                       | Tyrell Biggs | Sieg / TKO 3. Runde                               |
| 1992                                                      | 1. Februar    | Caesars Palace, Las Vegas, Vereinigte Staaten                               | Levi Billups | Punktsieg (einstimmig) / 10 Runden                |
| 1992                                                      | 30. April     | Royal Albert Hall, London, Vereinigtes Königreich                           | Derek Williams EBU-Schwergewicht-Titelverteidigung Commonwealth-Schwergewicht-Meisterschaft BBBofC-Schwergewicht-Titelverteidigung | Sieg / TKO 3. Runde                               |
| 1992                                                      | 11. August    | Harrah’s Marina Hotel Casino, Atlantic City, New Jersey, Vereinigte Staaten | Mike Dixon | Sieg / TKO 4. Runde                               |
| 1992                                                      | 31. Oktober   | Earls Court Exhibition Hall, London, Vereinigtes Königreich                 | Donovan Ruddock Commonwealth-Schwergewicht-Titelverteidigung                                                                       | Sieg / TKO 2. Runde                               |
| 1993                                                      | 8. Mai        | Thomas & Mack Center, Las Vegas, Vereinigte Staaten                         | Tony Tucker WBC-Schwergewicht-Titelverteidigung                                                                                    | Punktsieg (einstimmig) / 12 Runden                |
| 1993                                                      | 1. Oktober    | National Stadium, Cardiff, Vereinigtes Königreich                           | Frank Bruno WBC-Schwergewicht-Titelverteidigung                                                                                    | Sieg / TKO 7. Runde                               |
| 1994                                                      | 6. Mai        | Boardwalk Convention Center, Atlantic City, New Jersey, Vereinigte Staaten  | Phil Jackson WBC-Schwergewicht-Titelverteidigung                                                                                   | Sieg / TKO 8. Runde                               |
| 1994                                                      | 24. September | Wembley Arena, London, Vereinigtes Königreich                               | Oliver McCall WBC-Schwergewicht-Titelverteidigung                                                                                  | Niederlage / TKO 2. Runde                         |
| 1995                                                      | 13. Mai       | ARCO Arena, Sacramento, Vereinigte Staaten                                  | Lionel Butler | Sieg / TKO 5. Runde                               |
| 1995                                                      | 2. Juli       | The Point, Dublin, Irland                                                   | Justin Fortune | Sieg / TKO 4. Runde                               |
| 1995                                                      | 7. Oktober    | Convention Center, Atlantic City, New Jersey, Vereinigte Staaten            | Tommy Morrison | Sieg / TKO 6. Runde                               |
| 1996                                                      | 10. Mai       | Madison Square Garden, New York City, Vereinigte Staaten                    | Ray Mercer | Punktsieg (Mehrheitsentscheidung) / 10 Runden     |
| 1997                                                      | 7. Februar    | Hilton Hotel, Las Vegas, Vereinigte Staaten                                 | Oliver McCall vakante WBC-Schwergewicht-Weltmeisterschaft                                                                          | Sieg / TKO 5. Runde                               |
| 1997                                                      | 12. Juli      | Caesars Tahoe, Stateline, Vereinigte Staaten                                | Henry Akinwande WBC-Schwergewicht-Titelverteidigung                                                                                | Sieg / Disqualifikation 5. Runde                  |
| 1997                                                      | 4. Oktober    | Caesars Hotel & Casino, Atlantic City, New Jersey, Vereinigte Staaten       | Andrzej Gołota WBC-Schwergewicht-Titelverteidigung                                                                                 | Sieg / KO 1. Runde                                |
| 1998                                                      | 28. März      | Boardwalk Convention Center, Atlantic City, New Jersey, Vereinigte Staaten  | Shannon Briggs WBC-Schwergewicht-Titelverteidigung                                                                                 | Sieg / TKO 5. Runde                               |
| 1998                                                      | 26. September | Mohegan Sun Casino, Connecticut, Vereinigte Staaten                         | Željko Mavrović WBC-Schwergewicht-Titelverteidigung                                                                                | Punktsieg (einstimmig) / 12 Runden                |
| 1999                                                      | 13. März      | Madison Square Garden, New York City, Vereinigte Staaten                    | Evander Holyfield IBF/WBA/WBC-Schwergewicht-Titelvereinigung                                                                       | Unentschieden (geteilte Entscheidung) / 12 Runden |
| 1999                                                      | 13. November  | Thomas & Mack Center, Las Vegas, Vereinigte Staaten                         | Evander Holyfield IBF/WBA/WBC-Schwergewicht-Titelvereinigung vakante IBO-Schwergewicht-Weltmeisterschaft                           | Punktsieg (einstimmig) / 12 Runden                |
| 2000                                                      | 29. April     | Madison Square Garden, New York City, Vereinigte Staaten                    | Michael Grant IBF/IBO/WBC-Schwergewicht-Titelverteidigung                                                                          | Sieg / KO 2. Runde                                |
| 2000                                                      | 15. Juli      | New London Arena, London, Vereinigtes Königreich                            | Francois Botha IBF/IBO/WBC-Schwergewicht-Titelverteidigung                                                                         | Sieg / TKO 2. Runde                               |
| 2000                                                      | 11. November  | Mandalay Bay Resort and Casino, Las Vegas, Vereinigte Staaten               | David Tua IBF/IBO/WBC-Schwergewicht-Titelverteidigung                                                                              | Punktsieg (einstimmig) / 12 Runden                |
| 2001                                                      | 22. April     | Carnival City, Brakpan, Südafrika                                           | Hasim Rahman IBF/IBO/WBC-Schwergewicht-Titelverteidigung                                                                           | Niederlage / KO 5. Runde                          |
| 2001                                                      | 17. November  | Mandalay Bay Resort and Casino, Las Vegas, Vereinigte Staaten               | Hasim Rahman IBF/IBO/WBC-Schwergewicht-Weltmeisterschaft                                                                           | Sieg / KO 4. Runde                                |
| 2002                                                      | 8. Juni       | The Pyramid, Memphis, Tennessee, Vereinigte Staaten                         | Mike Tyson IBF/IBO/WBC-Schwergewicht-Titelverteidigung                                                                             | Sieg / KO 8. Runde                                |
| 2003                                                      | 21. Juni      | Staples Center, Los Angeles, Vereinigte Staaten                             | Vitali Klitschko IBO/WBC-Schwergewicht-Titelverteidigung                                                                           | Sieg / TKO 6. Runde                               |
| Quelle: Lennox Lewis in der BoxRec-Datenbank              |               |                                                                             | |                                                   |